# Тит Клементий Сильвий
Тит Клементий Сильвий (лат. Titus Clementius Silvius) — римский политический деятель второй половины III века.
Сильвий происходил из Реции. В 267—268 годах он занимал должность презида Нижней Паннонии. По всей видимости, его родственником был Клементий Валерий Марцеллин.